# Chó chăn cừu trắng Thụy Sĩ
Chó chăn cừu trắng Thụy Sĩ (Berger blanc Suisse) hay Béc-giê trắng Thụy Sĩ là một giống chó chăn cừu có nguồn gốc từ Thụy Sĩ với đặc trưng là có bộ lông màu trắng. Chúng điềm tĩnh, thần kinh vững, tự tin, thông minh, dễ dạy, cần nhiều vận động, đòi hỏi cao trong chăn nuôi. Chúng thuộc nhóm chó chăn gia súc. Tầm vóc từ 55 – 66 cm. Trọng lượng từ 25 – 40 kg.

## Tổng quan
Berger blanc Suisse là giống béc giê Thụy Sĩ, lần đầu tiên được Bá tước Von Krigge lai tạo vào những năm 1880 cho đến năm 1899 con chó đực đầu tiên được đăng ký vào sổ lai tạo của Hiệp hội Béc-giê Đức. Tuy nhiên vào năm 1933 giống chó này có màu lông trắng bị xóa khỏi sổ đăng ký do chúng biểu hiện có nhiều bệnh như viêm khớp, mù lòa, điếc cũng như khả năng sinh sống kém. Có nhận thức rằng màu trắng là màu lai tạo sai do vậy các con chó con có màu trắng khi mới ra đời đã bị tiêu hủy ngay. Hiệp hội Béc-giê Đức đã ra quyết định cấm lai tạo chó này có màu trắng vì vậy ít thấy màu chó này xuất hiện ở châu Âu và sau đó Mỹ cũng không cho lai tạo tiếp béc giê Thụy Sĩ màu trắng.
Tuy nhiên đây là giống chó có nhiều ưu điểm nên được xuất khẩu nhiều sang Mỹ và Canada và một cơ sở lai giống mới đã được hình thành để có chó màu trắng không nhiễm bệnh. Số lượng giống chó này ngày càng nhiều và cuối cùng được gọi là Béc giê trắng Đức (White German Shephard).Trong những năm 1970 giống chó béc giê trắng này lại được nhập trở lại châu Âu, trước hết là vào Thụy Sĩ. Số lượng chúng tăng dần và người ta đã cố gắng để chúng được coi là một giống chó đọc lập nhưng bị FCI từ chối. Năm 2001, chó Thụy Sĩ lại làm đơn đề nghị quốc tế công nhận giống chó này. Năm 2003, chúng được tạm thời công nhận và năm 2011 mới được chính thức công nhận là giống chó riêng biệt.